# Ansel Elgort
Ansel Elgort (sinh ngày 14 tháng 3 năm 1994) là một nam diễn viên, nhà sản xuất âm nhạc, và DJ dưới nghệ danh "Ansølo" người Mỹ. Trong sự nghiệp diễn xuất, anh được biết đến với vai diễn Tommy Ross trong bộ phim Carrie (2013), Caleb Prior trong Dị biệt (2014) và Augustus Waters trong The Fault in Our Stars (2014).

## Tiểu sử
Elgort sinh ra tại Manhattan. Cha anh là Arthur Elgort, một nhiếp ảnh gia thời trang làm việc cho tạp chí Vogue trong hơn ba mươi năm, còn mẹ anh là Grethe Barrett Holby, một đạo diễn opera. Cha anh là người gốc Do Thái Nga, trong khi đó mẹ anh là một người gốc Anh, Đức và Na Uy. Bà ngoại của Elgort, Aase-Grethe, vốn nằm trong đội du kích Na Uy trong suốt Chiến tranh thế giới thứ hai, giải cứu những trẻ em Do Thái Na Uy bằng cách đưa chúng tới Thụy Điển; chính bởi vì những hoạt động này, bà đã bị bắt giam trong một trại tập trung.
Elgort có hai người anh chị ruột, Warren, một nhà biên tập phim, và Sophie, một nhiếp ảnh gia. Năm chín tuổi, mẹ Elgort mang anh tới học thử tại trường múa Ba Lê School of American Ballet. Anh sau đó nhập học trường The Professional Performing Arts School, Fiorello H. LaGuardia High School và trại hè Stagedoor Manor. Elgort bắt đầu tham gia lớp học diễn xuất ở độ tuổi mười hai và tham gia vào các vở kịch Guys and Dolls và Hairspray ở trường trung học của anh.

## Sự nghiệp

### Diễn xuất
Sự nghiệp diễn xuất của Elgort bắt đầu từ Regrets của Matt Charman. Bộ phim điện ảnh đầu tiên của anh với một vai diễn thứ chính là bộ phim làm lại năm 2013 của Carrie. Vai diễn đầu tiên giúp anh được mọi người biết đến là nhân vật Caleb trong bộ phim Dị biệt, anh trai của Beatrice Prior (Shailene Woodley), bộ phim dựa trên cuốn tiểu thuyết thiếu niên cùng tên của nhà văn Veronica Roth, được công chiếu vào ngày 21 tháng 3 năm 2014.
Tháng 5, 2013, ngay sau khi việc quay phim Dị biệt hoàn thành, Elgort được công bố sẽ vào vai Augustus Waters trong bộ phim chuyển thể của cuốn tiểu thuyết của nhà văn John Green, The Fault in Our Stars, cùng với Woodley vào vai Hazel Grace Lancaster. Bộ phim kể về Hazel, một nữ thiếu niên bị bệnh ung thư bị bố mẹ mình bắt tham gia một hội tương trợ, nơi cô đã gặp và phải lòng Waters, một cựu cầu thủ bóng rổ cụt chân. Bộ phim được đạo diễn bởi Josh Boone, được phát hành vào ngày 6 tháng 6 năm 2014. Elgort sau đó cũng xuất hiện trong bộ phim hài Men, Women & Children, đạo diễn bởi Jason Reitman và công chiếu vào tháng 10 năm 2014. Anh sau đó cũng trở lại với vai diễn Caleb Prior trong Những kẻ nổi loạn, bộ phim tiếp nối của Dị biệt, được công chiếu vào ngày 20 tháng 3 năm 2015.

### Âm nhạc
Dưới nghệ danh "Ansølo", Elgort tạo một tài khoản SoundCloud để đăng tải những bản nhạc dance điện tử, và anh đã thực hiện phối khi một số bài hát như "Born to Die" của Lana del Rey. Trong một cuộc trò chuyện trực tuyến vào tháng 2 năm 2014, Elgort tiết lộ anh đã ký một hợp đồng thu âm với hãng đĩa mới của Tom Staar, Staar Traxx và Steve Angello Size Records.
Bản thu đầu tiên của anh, "Unite" được phát hành vào ngày 21 tháng 4 năm 2014 trên Beatport, và ngày 5 tháng 5 năm 2014 trên iTunes. Bản thu thứ hai, "Totem", được phát hành vào ngày 21 tháng 7 trên Beatport và iTunes.
Anh biểu diễn âm nhạc tại sân khấu chính của lễ hội nhạc điện tử Electric Zoo Festival năm 2014, mở màn một số buổi biểu diễn của The Chainsmokers và NERVO, và một số buổi biểu diễn khác với những người bạn của anh là Nicky Romero và Martin Garrix.
Buổi biểu diễn chính đầu tiên của Elgort được diễn ra vào đúng sinh nhật lần thứ 21 của anh tại Pacha NYC.

## Cuộc sống riêng
Elgort hẹn hò với Violetta Komyshan, người mà anh thích từ thời học trung học từ năm 2012. Họ chia tay nhau vào tháng 8 năm 2014 chủ yếu là do sự nghiệp thăng tiến của anh cùng với lịch diễn dày đặc nhưng sau đó họ lại giảng hòa với nhau sau năm tháng chia cách.

## Danh sách phim
| Năm  | Tên                    | Vai             | Ghi chú |
| ---- | ---------------------- | --------------- | ------- |
| 2013 | Carrie                 | Tommy Ross      |         |
| 2014 | Dị biệt                | Caleb Prior     |         |
| 2014 | The Fault in Our Stars | Augustus Waters |         |
| 2014 | Men, Women & Children  | Tim Mooney      |         |
| 2015 | Những kẻ nổi loạn      | Caleb Prior     |         |
| 2017 | Baby Driver            | Baby Driver     |         |